# Lucas Halter
Lucas Halter (Salto, 2 maggio 2000) è un calciatore brasiliano, difensore del Vitória in prestito dal Botafogo.

## Caratteristiche tecniche
Difensore elegante nelle movenze ed abile nel gioco aereo, ha una discreta tecnica ed un buon lancio lungo che gli permette di ribaltare l'azione saltando il centrocampo. Viene paragonato a João Miranda.

## Carriera

### Club
Cresciuto nel settore giovanile dell'Athl. Paranaense, ha esordito in prima squadra il 27 gennaio 2019 disputando l'incontro del Campionato Paranaense vinto 2-0 contro il Rio Branco-PR.

### Nazionale
Nel 2017 con la nazionale Under-17 brasiliana ha vinto il campionato sudamericano di categoria ed ha disputato il campionato mondiale Under-17, concluso al terzo posto.

## Statistiche
Statistiche aggiornate al 29 maggio 2023.

### Presenze e reti nei club
| Stagione        | Squadra          | Campionato      | Campionato | Campionato | Coppe nazionali | Coppe nazionali | Coppe nazionali | Coppe continentali | Coppe continentali | Coppe continentali | Altre coppe | Altre coppe | Altre coppe | Totale | Totale | Totale |
| Stagione        | Squadra          | Comp            | Pres       | Reti       | Comp            | Pres            | Reti            | Comp               | Pres               | Reti               | Comp        | Pres        | Reti        | Pres   | Reti   |        |
| --------------- | ---------------- | --------------- | ---------- | ---------- | --------------- | --------------- | --------------- | ------------------ | ------------------ | ------------------ | ----------- | ----------- | ----------- | ------ | ------ | ------ |
| 2019            | Athl. Paranaense | A/RJ+A          | 11+9       | 2+0        | CB              | 4               | 0               | CL                 | 0                  | 0                  | RS          | 0           | 0           | 24     | 0      |        |
| 2020            | Athl. Paranaense | A/RJ+A          | 8+9        | 2+0        | CB              | 0               | 0               | CL                 | 2                  | 0                  | SB          | 1           | 0           | 20     | 0      |        |
| 2021            | Athl. Paranaense | A/RJ+A          | 7+0        | 0          | CB              | 0               | 0               | CS                 | 0                  | 0                  |             | -           | -           | 7      | 0      |        |
| 2022            | Athl. Paranaense | A/RJ+A          | 4+2        | 0          | CB              | 1               | 0               | CL                 | 2                  | 0                  | RS          | 0           | 0           | 9      | 0      |        |
| 2022            | Goiás            | A               | 15         | 0          | CB              | 0               | 0               |                    |                    | -                  |             | -           | -           | 15     | 0      |        |
| 2023            | Goiás            | PD/GO+A         | 12+6       | 2+1        | CB              | 2               | 0               | CS                 | 3                  | 0                  | CV          | 3           | 1           | 26     | 4      |        |
| Totale carriera | Totale carriera  | Totale carriera | 83         | 7          |                 | 7               | 0               |                    | 7                  | 0                  |             | 4           | 1           | 101    | 8      |        |

## Palmarès

### Club

#### Competizioni statali
- Campionato Paranaense: 1

Atl. Paranaense: 2019

#### Competizioni regionali
- Copa Verde: 1

Goiás: 2023

#### Competizioni internazionali
- Coppa Libertadores: 1

Botafogo: 2024

#### Competizioni nazionali
- Campionato brasiliano: 1

Botafogo: 2024

### Nazionale
- Campionato sudamericano Under-17: 1

Cile 2017